# Daniels Pavļuts

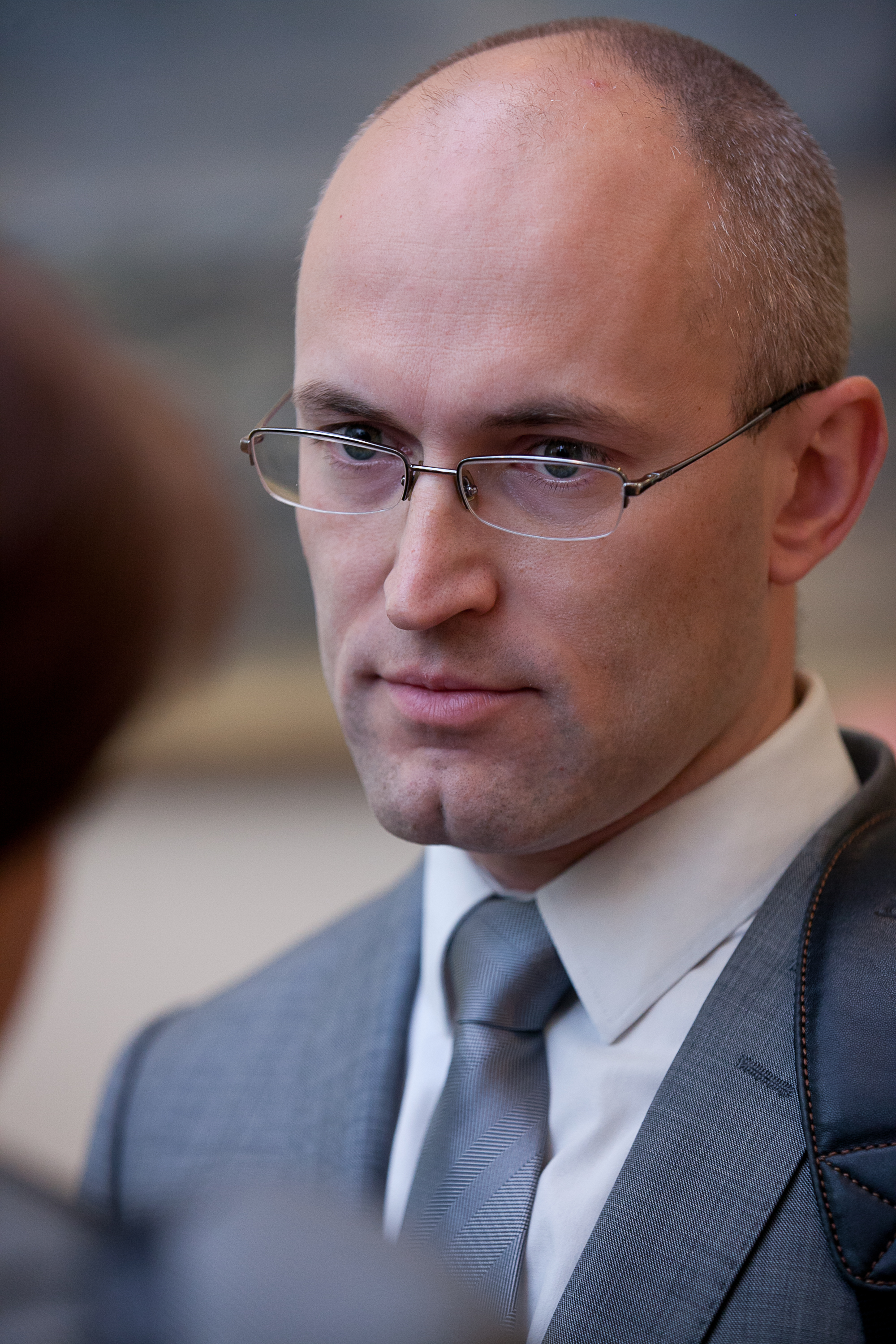
Daniels Pavluts

Daniels Pavļuts (* 14. Mai 1976 in Jūrmala, damals Lettische SSR, Sowjetunion) ist ein lettischer Politiker der Kustība Par!.

## Leben
Pavluts studierte an der Lettischen Musikakademie Jāzeps Vītols, der City University of London und an der Harvard University. Er wurde Bankdirektor der Swedbank AS in Riga. Von 2003 bis 2006 war er Staatssekretär im Kulturministerium von Lettland.
Im Kabinett Dombrovskis III war Pavluts als Nachfolger von Artis Kampars vom 25. Oktober 2011 bis 22. Januar 2014 Wirtschaftsminister von Lettland. Er war ab Januar 2014 Parteimitglied der Reformu partija. Im August 2017 gründete er die liberale Partei Kustība Par! („Bewegung Dafür!“). Diese trat bei der Parlamentswahl 2018 im Wahlbündnis Attīstībai/Par! an. Pavluts gelang für dieses, als einem von 13 Abgeordneten, der Einzug ins Parlament (Saeima). Seit dem 7. Januar 2021 war er Gesundheitsminister im Kabinett Kariņš I.
Bei der Parlamentswahl in Lettland 2022 verpasste das Wahlbündnis den Wiedereinzug. Pavļuts schied somit aus Regierung und Parlament aus.